# 大手町タワー
大手町タワー（おおてまちタワー）とは、東京都千代田区大手町一丁目に所在する超高層ビル。高さは約200メートル（m）で、地上38階、塔屋3階、地下6階。建築主は東京建物、施工は大成建設。

## 概要
みずほ銀行大手町本部ビル（旧富士銀行本店）と大手町フィナンシャルセンター跡地を合わせた地区で行われた再開発事業で建設され、オフィスの他に高級ホテルや店舗が入居する複合高層ビルである。みずほフィナンシャルグループの本社・みずほ銀行本店や、アマンリゾーツが手がける高級ホテル「アマン東京」（AMAN TOKYO）が入居している。
大手町エリアにおいては常磐橋タワー（212m）、読売新聞ビル（200m）に次ぐ高さを誇る。

## 沿革

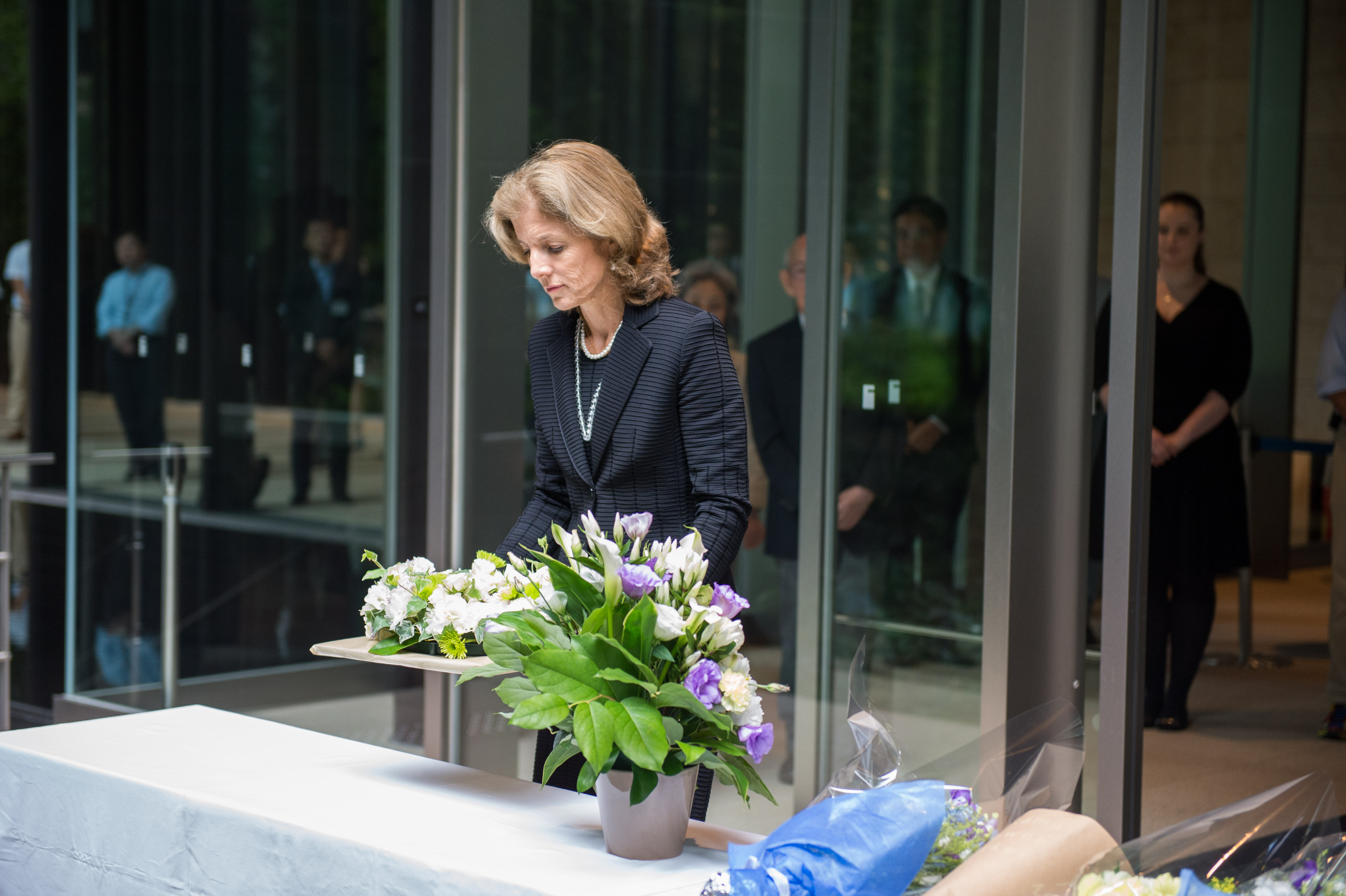
アメリカ同時多発テロ事件で犠牲となった富士銀行職員の慰霊碑に献花するため大手町タワーを訪れた日本駐箚アメリカ合衆国特命全権大使キャロライン・ケネディ

再開発前に当地にあった大手町フィナンシャルセンター（高さ105.0m）は、2011年（平成23年）2月から解体工事が行われ、ビルの既存の骨組みを活用して周囲の外側には防音パネルを取り付けた足場を設置し、施行空間を外部環境から遮断する形で解体工事が行われた。
この工法の採用により、騒音や粉塵などが現場の周辺に出ることを防ぐとともに、高層部でしばしば地上より強風などに見舞われることで生じる工期の遅れなども予防することなどを狙った。
都内にある地上100m以上の高層ビルの解体としては、台東区池之端にあったソフィテル東京（高さ112.0m、2007年解体）に次いで2例目である。
地下に設けられた商業施設「オーテモリ（OOTEMORI）」は、第1期の店舗が2013年（平成25年）10月2日に地下1階と2階部分にオープンし、2014年（平成26年）5月21日に第2期の5店舗が開業した。
みずほフィナンシャルグループ（みずほFG）は、大手町本部ビル（旧富士銀行本店）を、2004年（平成16年）2月27日に約1120億円で同じくSPCの東京プライムステージへ売却しており、東京建物が同SPCを通じて大手町フィナンシャルセンターと合計約1450億円で同日に取得を発表した。みずほFG本社が2013年（平成25年）12月9日に、みずほ銀行本店が2014年（平成26年）5月7日に各々移転するとともに、2014年（平成26年）3月に当ビルを約1782億円で取得した。当地に以前店舗を構えていた、みずほ銀行東京中央支店は、2013年11月5日から先行して2階・3階・5階に移転し、翌14年11月には、筋向いの丸の内センタービル内に所在した同行丸之内支店もタワー内に移転している。
大手町タワー地下階は、地下鉄5路線が交差する大手町駅がある地下街と直結しており、その機能の強化という面もある。アマンリゾーツグループのホテル「アマン東京（AMAN TOKYO）が6つのフロアに入居し、2014年（平成26年）12月22日に一部開業することになった。
2016年には、大手町タワーと大手町の森（後述）が第57回BCS賞を受賞した。

## 大手町の森

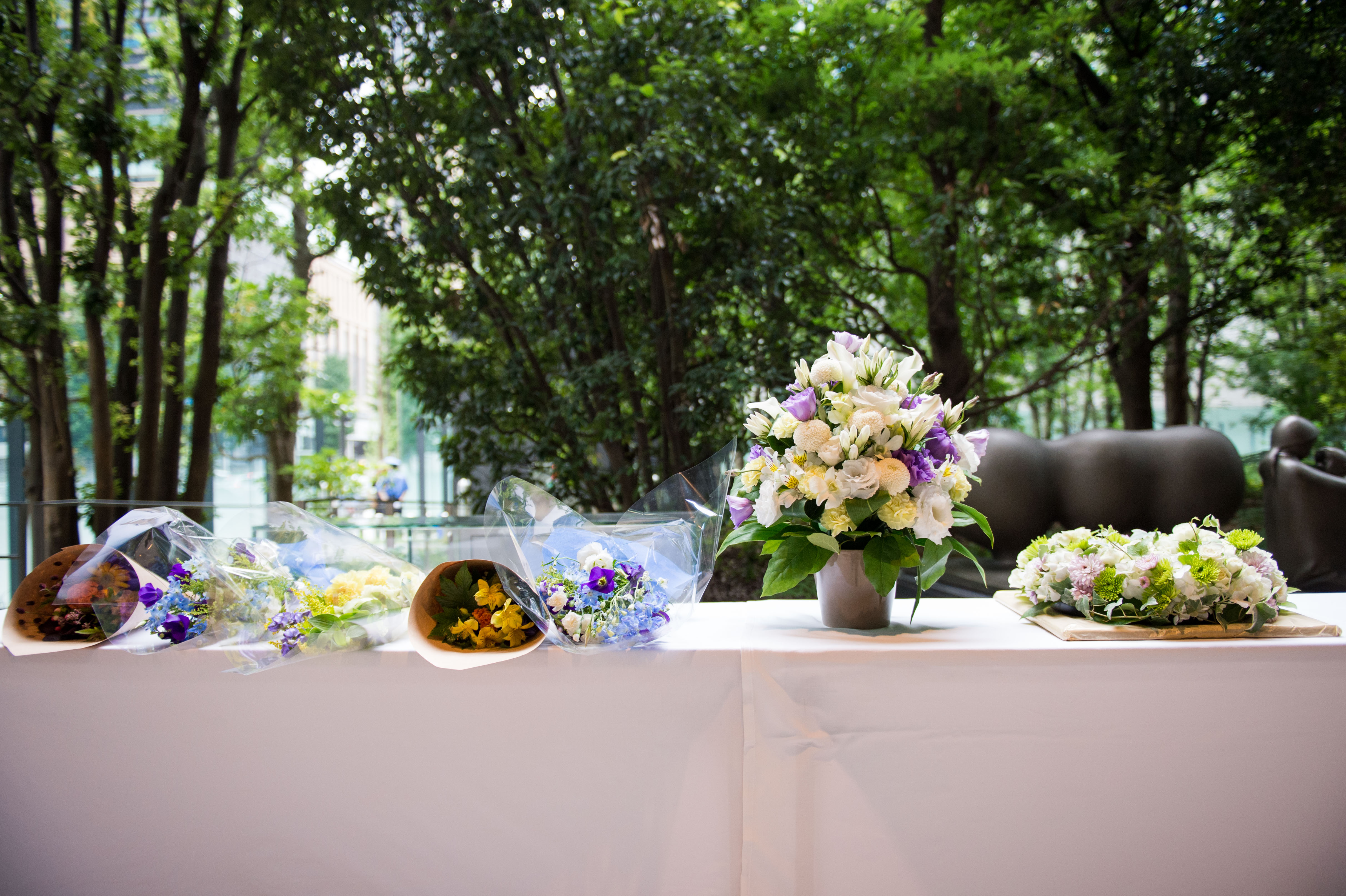
アメリカ同時多発テロ事件で犠牲となった富士銀行職員の慰霊碑（奥）と献花台（手前）

大手町タワー西側にある大手町フィナンシャルセンターの跡地には「大手町の森」と呼ばれる雑木林が2013年8月にかけて人工的に造られた。面積は約3,600m2で、ヒートアイランド現象の緩和を目的としたの緑地として整備された。
この緑地には、約2mの厚さで千葉県で育成された森が土壌ごと移植され、コナラやケヤキなど広葉樹を含めて大小様々な樹木だけでなくその下に草本類が植えて生物多様性を配慮している。君津市から移植した200本余りの高木などが植樹されている。
この緑地には、アメリカ同時多発テロ事件で犠牲となった富士銀行職員のための慰霊碑が建立されている。元々この慰霊碑は、みずほ銀行大手町本部ビル（旧富士銀行本店ビル）に設置されていた。東京芸術大学美術学部教授を務めた山本正道により制作されたブロンズ像『追憶』に加え、ニューヨーク市消防本部から寄贈された世界貿易センタービルの鉄骨の一部が安置されていた。しかし、大手町タワーの建設をはじめとする再開発に伴い、みずほ銀行大手町本部ビルが取り壊されることになった。そのため、みずほ銀行の支店等が入居する丸の内二丁目ビルに、一時移転していた。その後、大手町タワー、および、大手町の森が完成したことから、再びこの地に移設された。富士銀行の流れを汲むみずほフィナンシャルグループでは、毎年この慰霊碑の前に献花台を設置している。また、在日本アメリカ合衆国大使館の関係者らも、折にふれ献花するのが恒例となっている。
大手町タワーと大手町の森の紹介

大手町タワーのOOTEMORI (オーテモリ)
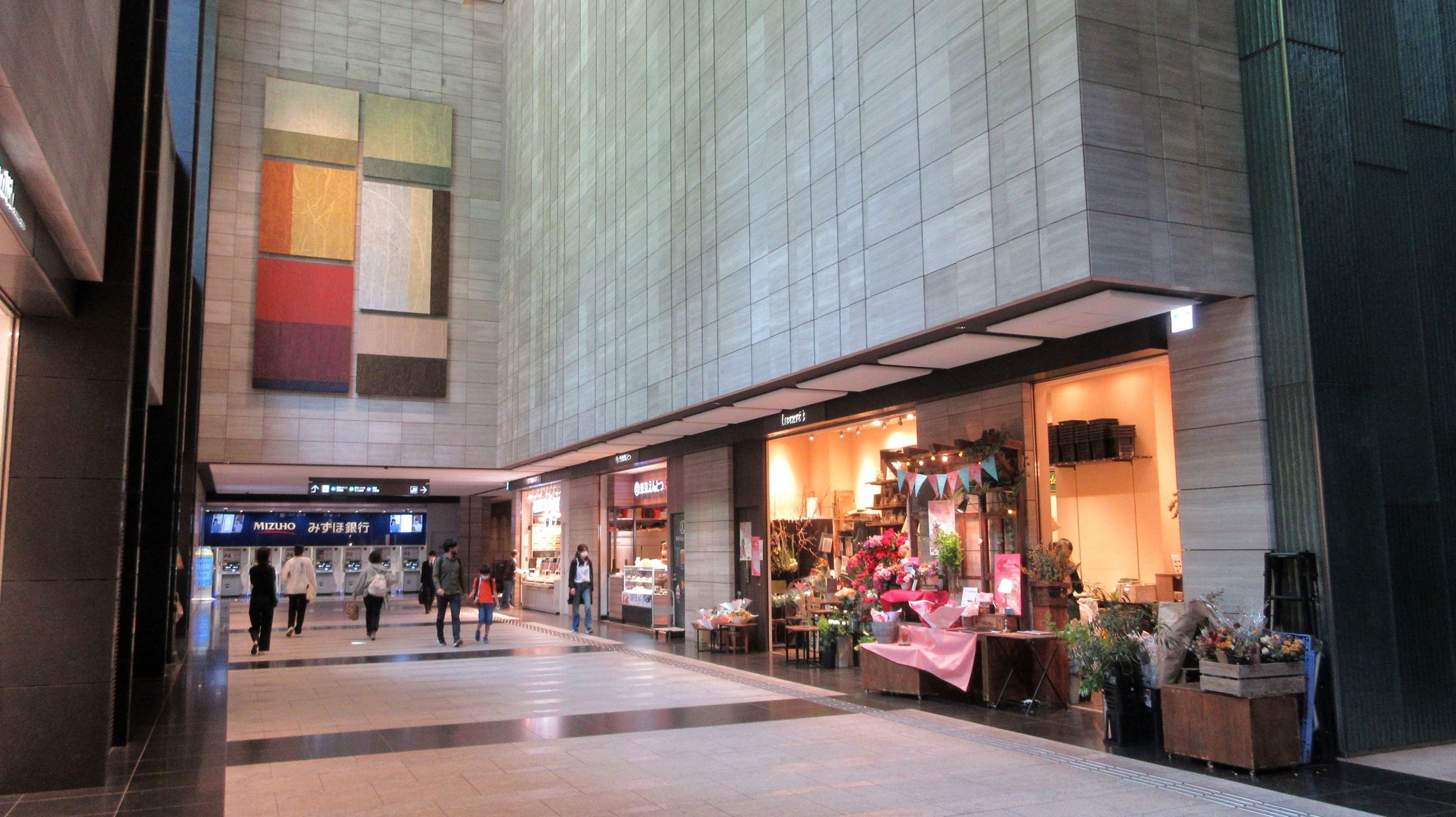
東京メトロ東西線へ進む
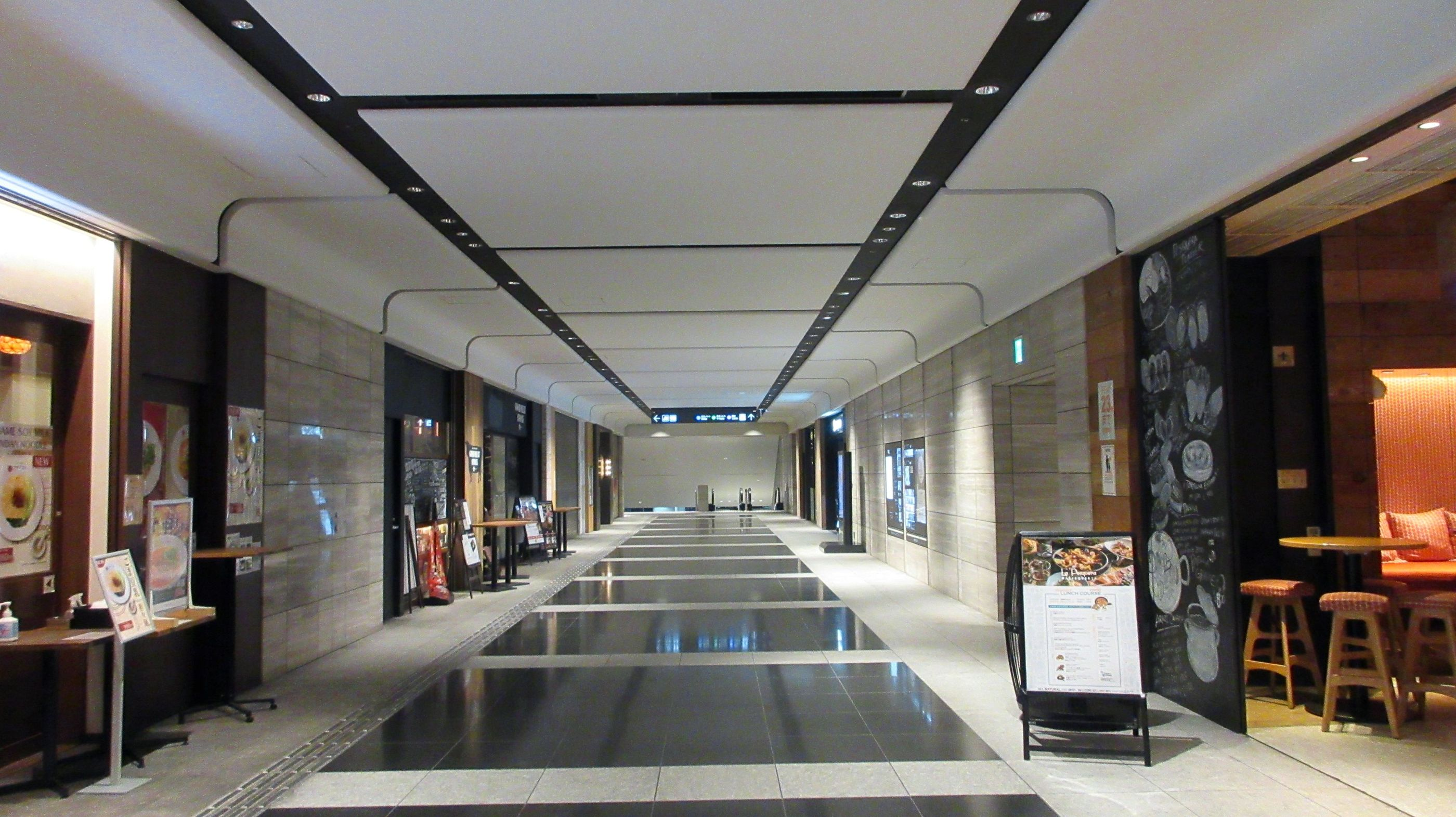
大手町タワー地下2階 Shops&Restaurants 01
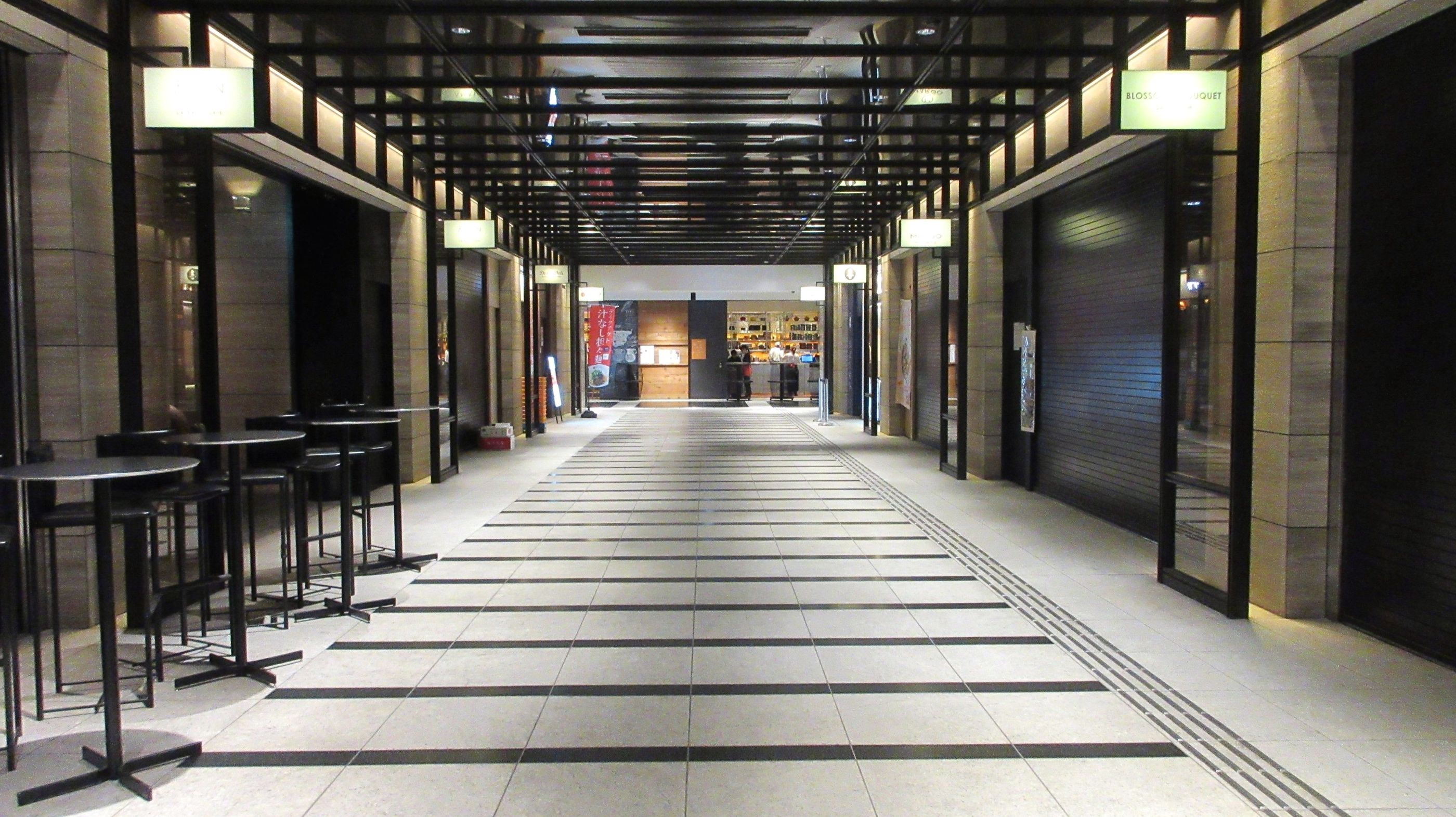
大手町タワー地下2階 Shops&Restaurants 02
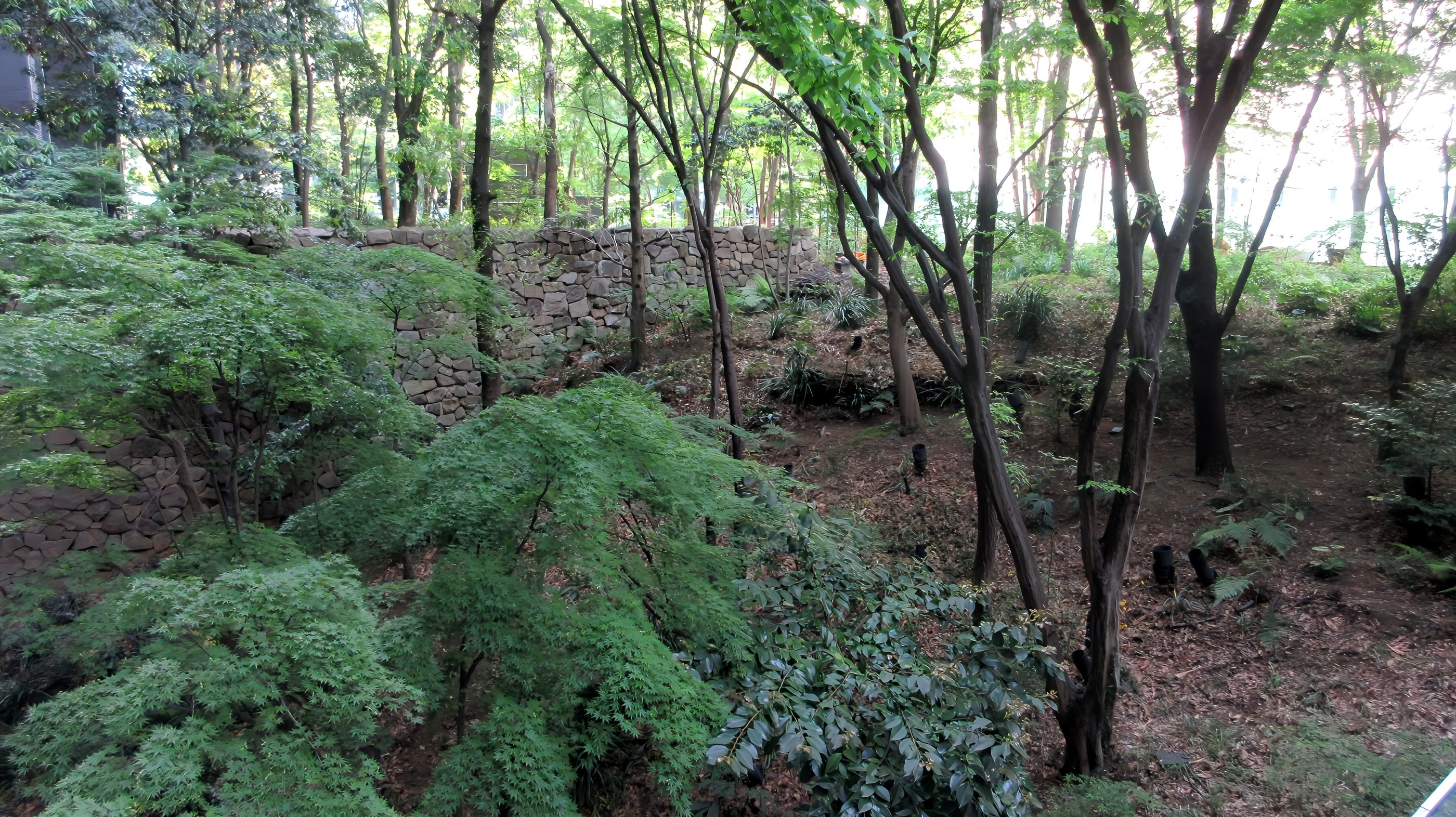
大手町の森
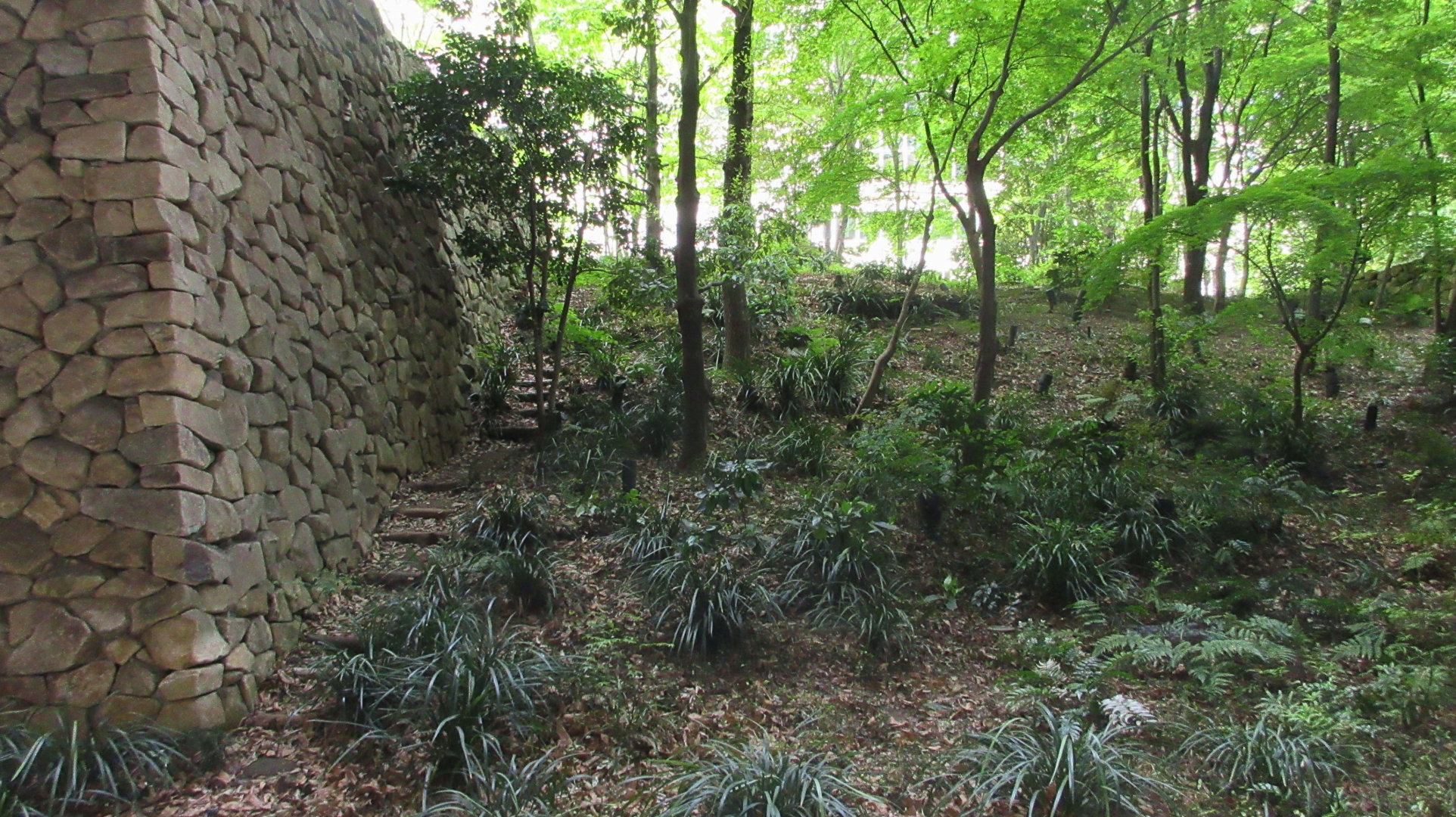
大手町の森(左側に石垣と歩道が見える)
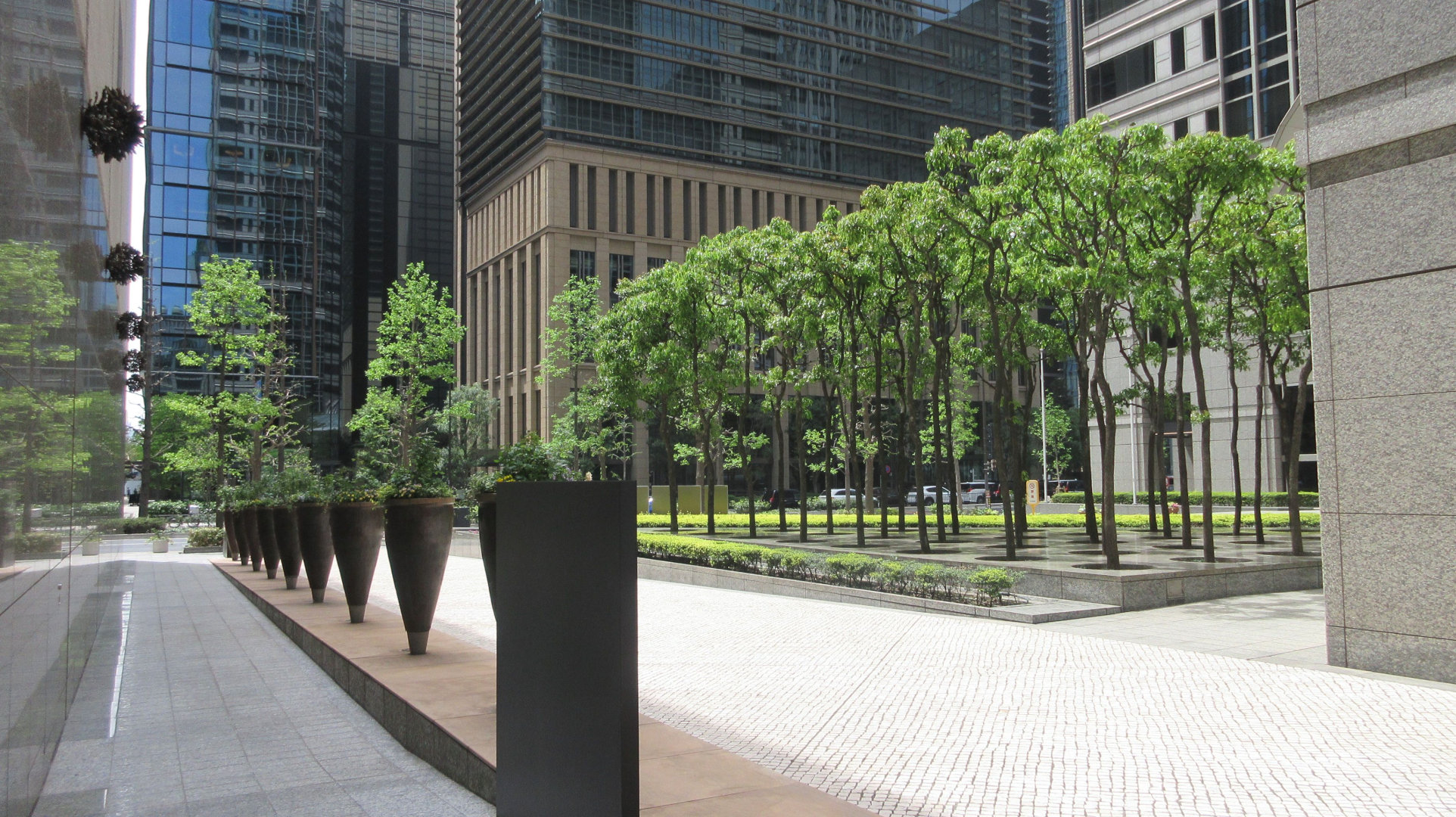
大手町タワーとファーストスクエアの境界
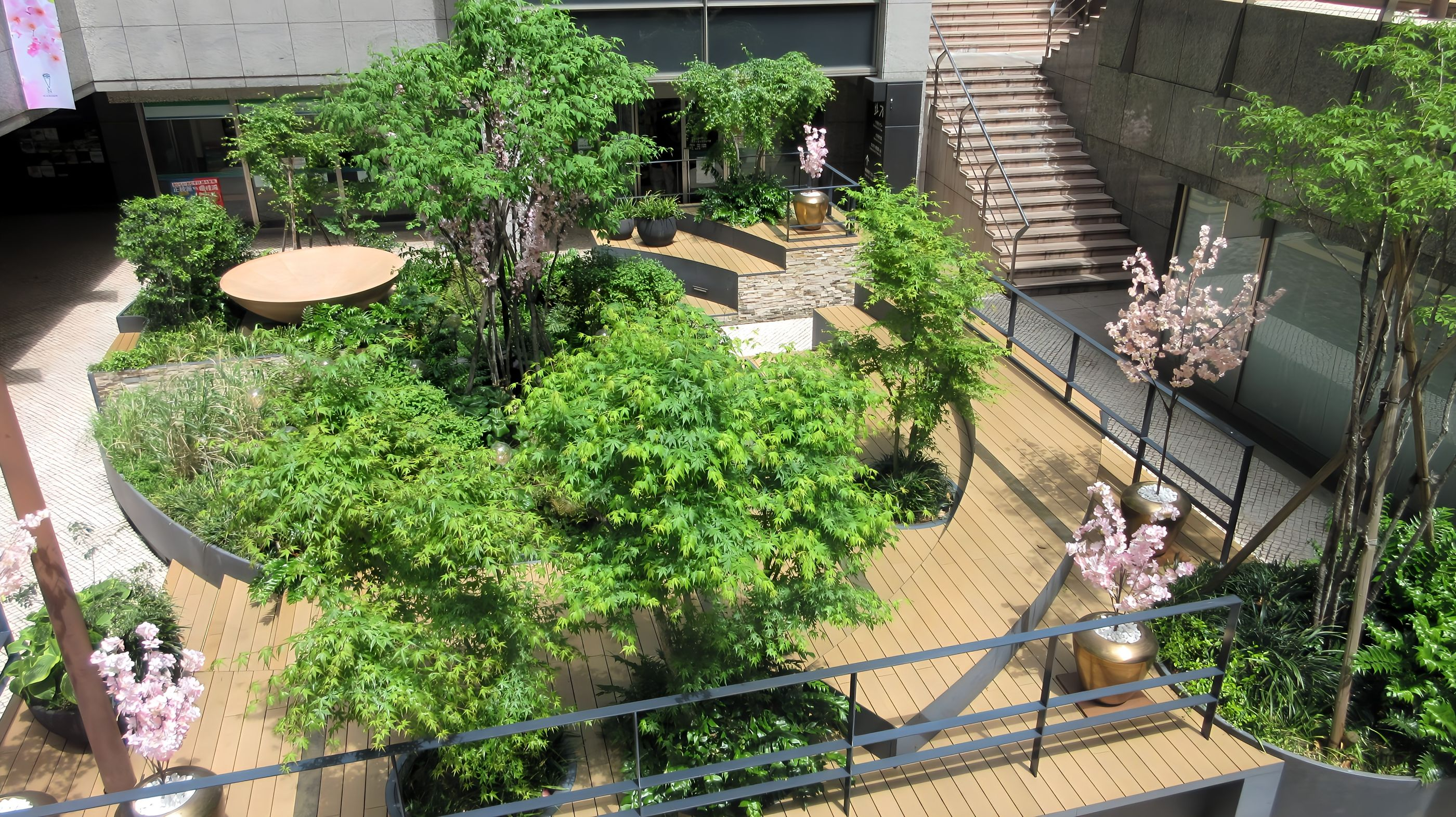
大手町の森に連なるサンクンガーデン